# 15 décembre en sport
15 novembre 15 janvier
Chronologies thématiques
- Croisades
- Ferroviaires
- Disney

Le 15 décembre (349e jour de l'année ou 350e en cas d'année bissextile) en sport.

## Événements

### XIXesiècle
- 1849 :
  - (Aviron) : Oxford remporte The Boat Race[1].

### XXesiècle: de1901à1950
- 1925 :
  - (Hockey sur glace) : Les Canadiens de Montréal remportent le match d'inauguration du Madison Square Garden contre les Americans de New York par la marque de 3 à 1.

### XXIesiècle
- 2002 :
  - (Handball / Championnat d'Europe féminin) : à domicile, le Danemark s'impose en finale du Championnat d'Europe contre la Norvège (25-22). Il s'agit de son troisième sacre européen. La France complète le podium à la suite de sa victoire en petite finale contre la Russie (27-22).
- 2019 :
  - (Handball / Championnat du monde féminin) : à Kumamoto, au Japon, les néerlandaises sont devenues championne du monde pour la première fois en battant les Espagnoles, 30 à 29, dans une finale conclue sur une décision arbitrale controversée. Les Pays-Bas ont inscrit le dernier but décisif, à cinq secondes de la fin, sur un penalty accordé par les arbitres françaises Charlotte et Julie Bonaventura pour une faute. Cependant, les images semblent montrer qu'il n'y a pas eu de faute commise[2]. C'est la Russie qui complète le podium après sa victoire en petite finale contre la Norvège.
- 2024 :
  - (Handball / Championnat d'Europe féminin) : l'équipe de Norvège remporte son dixième titre européen après sa victoire 31 à 23 en finale contre le Danemark. De son côté, la Hongrie s'offre la médaille de bronze après avoir battue l'équipe de France en petite finale.

## Naissances

### XIXesiècle
- 1862 : 
  - Jack (Nonpareil) Dempsey, boxeur irlandais. Champion du monde poids moyens de boxe anglaise de 1884 à 1891. († 2 novembre 1895).
- 1874 :
  - Gustave Caillois, pilote de courses automobile français. († 13 février 1958).
- 1883 : 
  - Gioacchino Armano, footballeur italien. († 9 décembre 1965).
- 1884 : 
  - Louis Mesnier, footballeur français. (14 sélections en équipe de France). († 10 octobre 1921).
- 1888 : 
  - Marcel Dupuy, cycliste sur piste français. († 19 mai 1960).
- 1899 : 
  - Harold Abrahams, athlète de sprint britannique. Champion olympique du 100m et médaillé d'argent du relais 4×100m aux Jeux de Paris 1924. († 14 janvier 1978).
- 1900 :
  - Hellé Nice, pilote de courses automobile puis mannequin et danseuse française. († 1er octobre 1984).

### XXesiècle: de1901à1950
- 1903 :
  - Bernard Leene, cycliste sur piste néerlandais. Champion olympique du tandem aux Jeux d'Amsterdam 1928 puis médaillé d'argent du tandem aux Jeux de Berlin 1936. († 24 novembre 1988).
- 1904 : 
  - Benny Bass, boxeur américain. Champion du monde poids plumes de boxe de septembre 1927 à février 1928 puis champion du monde poids super-plumes de boxe de décembre 1929 à juillet 1931. († 24 juin 1975).
  - Henry Russell, athlète de sprint américain. Champion olympique du relais 4×100m aux Jeux d'Amsterdam 1928. († ? novembre 1986).
- 1907 :  
  - Esko Järvinen, sauteur à ski et skieur de combiné nordique finlandais. († 7 mars 1976).
- 1908 :
  - Demetrio Neyra, footballeur péruvien. (4 sélections en équipe nationale). († 27 septembre 1957).
- 1923 : 
  - Viktor Chouvalov, hockeyeur sur glace soviétique puis russe. († 18 avril 2021).
- 1925 :
  - Jacques Marinelli, coureur cycliste français. († 3 juillet 2025).
- 1932 : 
  - Charles Bozon, skieur français. Médaillé de bronze du slalom aux Jeux de Squaw Valley 1960. Champion du monde de ski alpin  du slalom 1962. († 7 juillet 1964).
- 1940 : 
  - Nick Buoniconti, joueur de foot U.S. américain. († 30 juillet 2019)..
- 1942 : 
  - Driss Bamous, footballeur puis dirigeant sportif marocain. Président de la FRMF de 1986 à 1992. (35 sélections en équipe nationale). († 16 avril 2015).
  - Rolando García, footballeur chilien. (20 sélections en équipe nationale).

### XXesiècle: de1951à2000
- 1952 :
  - Guy Laporte joueur de rugby français. Vainqueur du Grand Chelem 1981. (16 sélections en équipe de France). († 28 janvier 2022).
- 1957 :
  - Mario Marois, hockeyeur sur glace puis entraîneur canadien.
- 1958 :
  - Rabah Madjer, footballeur puis entraîneur et consultant TV algérien. Champion d'Afrique de football 1990. Vainqueur de la Coupe des clubs champions 1987. (87 sélections en équipe nationale).
- 1963 :
  - Pascal Mahé, handballeur puis entraîneur français. Médaillé de bronze aux Jeux de Barcelone 1992. Médaillé d'argent au Mondial de handball masculin 1993 et champion du monde de handball masculin 1995. (297 sélections en équipe de France).
- 1967 :
  - Mo Vaughn, joueur de baseball américain.
- 1969 :
  - Chantal Petitclerc athlète handisport canadienne. Médaillée de bronze à deux reprises aux Jeux de Barcelone 1992, championne paralympique à deux reprises et médaillée d'argent à trois reprises aux Jeux d'Atlanta 1996, championne paralympique à deux reprises et médaillée d'argent à deux reprises aux Jeux de Sydney 2000, championne paralympique à cinq reprises aux Jeux d'Athènes 2004 puis championne paralympique à cinq reprises aux Jeux de Pékin 2008.
- 1973 :
  - Terrell Bell, basketteur américain.
  - Surya Bonaly, patineuse artistique individuelle française. Médaillée d'argent aux Championnats du monde de patinage artistique 1993, aux Championnats du monde de patinage artistique 1994 et aux Championnats du monde de patinage artistique 1995. Championne d'Europe de patinage artistique 1991, 1992, 1993, 1994 et 1995.
- 1975 :
  - Thierry Loder, cycliste sur route français.
- 1976 :
  - Dragan Ćeranić, basketteur serbe.
  - Kas Lealamanu'a, joueur de rugby à XV samoan. (30 sélections en équipe nationale).
- 1978 :
  - Henrieta Nagyová, joueuse de tennis slovaque. Victorieuse de la Fed Cup 2002.
- 1980 :
  - Erwin Creed, pilote de course automobile et homme d'affaires français.
  - Alexandra Stevenson, joueuse de tennis américaine.
- 1981 :
  - Thomas Herrion, joueur de foot U.S. américain. († 20 août 2005).
  - Paolo Lorenzi, joueur de tennis italien.
- 1983 :
  - Jérôme Dekeyser, hockeyeur sur gazon belge. (190 sélections en équipe nationale).
  - Julien Lesieu, basketteur français.
  - Viran Morros, handballeur espagnol. Champion du monde masculin de handball 2013. Champion d'Europe masculin de handball 2018. Vainqueur de la Coupe d'Europe des vainqueurs de coupe masculine 2005 et des Ligue des champions masculine 2008, 2009 et 2015. (187 sélections en équipe nationale).
- 1984 :
  - Amel Bensemain, judokate française.
  - Véronique Mang, athlète de sprint française. Médaillée de bronze du relais 4×100m des Jeux d'Athènes 2004. Médaillé d'argent du 100m et du relais 4×100m aux championnats d'Europe d'athlétisme 2010.
- 1986 :
  - Michael Blunden, hockeyeur sur glace canadien.
  - Keylor Navas, footballeur costaricien. (68 sélections en équipe nationale).
- 1987 :
  - Thomas Baroukh, rameur français. Médaillé de bronze en quatre sans barreur poids légers aux Jeux de Rio 2016.
  - Vincent Duport joueur de rugby à XIII français. (6 sélections en équipe de France).
- 1988 :
  - Floyd Ayité footballeur franco-togolais. (28 sélections avec l'équipe du Togo).
  - Steven Nzonzi, footballeur français. Champion du monde football 2018. Vainqueur de la Ligue Europa 2016. (8 sélections en équipe de France).
- 1989 :
  - Ben Blankenship, athlète de demi-fond américain.
  - Héléna Ciak, basketteuse française. Médaillée d'argent au CE de basket-ball féminin 2015. (60 sélections en équipe de France).
  - Arina Rodionova, joueuse de tennis russe en australienne.
  - Lamine Sambe, basketteur français.
- 1991 :
  - Yanni Gourde, hockeyeur sur glace canadien.
- 1992 :
  - Jesse Lingard, footballeur anglais. (3 sélections en équipe nationale).
  - Famara Diédhiou, footballeur sénégalais. (4 sélections en équipe nationale).
  - Alex Nicolao Telles, footballeur brésilien.
- 1993 :
  - Noémie Kober, rameuse française. Médaillée de bronze du skiff aux Jeux de Singapour 2010.
  - Daniel Ochefu, joueur de basket-ball américain.
- 1995 :
  - Amine Ben Hmida, footballeur tunisien.
  - Vic Law, joueur de basket-ball américain.
  - Jahlil Okafor, joueur de basket-ball américain.
  - Tsheamo Sefoloshe, rink hockeyeuse sud-africaine.
  - Jos Verlooy, cavalier de sauts d'obstacles belge.
- 1996 :
  - Braian Cufré, footballeur argentin.
  - Kiady Razanamahenina, joueur de basket-ball franco-malgache.
  - Oleksandr Zinchenko, footballeur ukrainien. (35 sélections en équipe nationale).
- 1997 :
  - Bayu Kertanegara, athlète indonésien.
  - Gao Tingyu, patineur de vitesse chinois. Médaillé de bronze du 500 mètres aux Jeux olympiques d'hiver de 2018.
  - Álvar Gimeno, joueur de rugby à XV espagnol. (19 sélections en équipe nationale).
  - Mai Kragballe Nielsen, handballeuse danoise. (2 sélections en équipe nationale).
  - Manuela Malsiner, sauteuse à ski italienne.
  - DK Metcalf, joueur américain de football américain.
  - Océane Sercien-Ugolin, handballeuse française. Championne olympique aux Jeux de Tokyo 2020. Vice-championne du monde féminin de handball 2021. Vice-championne d'Europe féminin de handball 2020. (29 sélections en équipe de France).
- 1998 :
  - Praise Idamadudu, athlète nigériane.
- 1999 :
  - Sebastian Berwick, coureur cycliste australien.
  - Amber Joseph, coureuse cycliste barbadienne.
  - Laurenz Rex, coureur cycliste belge.
  - Dion Sanderson, footballeur anglais.

### XXIesiècle
- 2001 :
  - Mamadou Guisse, joueur de basket-ball franco-belge.
  - Ben Pattison, athlète britannique. Médaillé de bronze du 800 mètres lors des Championnats du monde de 2023.
- 2002 :
  - Azumah Bugre, footballeuse ghanéenne.
  - Morgane Osyssek-Reimer, gymnaste française. Médaillée de bronze du concours général par équipes aux Championnats du monde 2023 puis aux Championnats d'Europe en 2024.
  - Rabab Ouhadi, taekwondoïste marocaine.
- 2003 :
  - Darlina Joseph, footballeuse haïtienne. (10 sélections en équipe nationale).
  - Adam Wikman, footballeur suédois.
- 2004 :
  - Plamen Andreev, footballeur bulgare.
  - Arthur Avom, footballeur camerounais. (2 sélections en équipe nationale).
- 2007 :
  - Alexandru Stoian, footballeur roumain.

## Décès

### XXesiècle: de1901à1950
- 1925 : 
  - Battling Siki, 28 ans, boxeur français. Champion du monde poids mi-lourds de boxe de 1922 à 1923. (° 16 septembre 1897).
- 1937 : 
  - John Smith, 82 ans, footballeur et joueur de rugby écossais. (10 sélections en Équipe d'Écosse de football). (° 12 août 1855).
- 1940 : 
  - Billy Hamilton, 74 ans, joueur de baseball américain. (° 16 février 1866).

### XXesiècle: de1951à2000
- 1953 :
  - Gunnar Jansson, 56 ans, athlète suédois spécialiste du lancer du marteau. Médaillé de bronze de la discipline aux Championnats d'Europe de 1934. (° 13 octobre 1897).
- 1960 : 
  - Thomas Dunderdale, 73 ans, hockeyeur sur glace canadien. (° 6 mai 1887).
- 1965 : 
  - François Hugues, 69 ans, footballeur puis entraîneur français. (24 sélections en équipe nationale). (° 13 août 1896).
- 1968 : 
  - Jess Willard, 86 ans, boxeur américain. Champion du monde poids lourds de boxe de 1915 à 1919. (° 29 décembre 1881).
- 1970 :
  - Sylvie Jung, 66 ans, joueuse de tennis française (° 10 juillet 1904).
  - Georg Umbenhauer, 58 ans, coureur cycliste allemand. (° 20 septembre 1912).
- 1971 : 
  - Dick Tiger, 42 ans, boxeur nigérian. Champion du monde poids moyens de boxe du 23 octobre 1962 au 7 décembre 1963 et du 21 octobre 1965 au 25 avril 1966 puis champion du monde poids mi-lourds de boxe du 16 décembre 1966 au 24 mai 1968. (° 14 août 1929).
- 1972 : 
  - François Bourbotte, 58 ans, footballeur puis entraîneur français. (17 sélections en équipe de France. (° 24 février 1914).
- 1979 :
  - Ethel Lackie, 72 ans, nageuse américaine. Championne olympique du 100 mètres nage libre et du relais 4 × 100 mètres nage libre aux Jeux de 1924 à Paris. (° 10 février 1907).
- 1987 :
  - François Borde, 88 ans, joueur de rugby à XV puis entraîneur français. Médaillé d'argent aux Jeux d'Anvers 1920 et aux Jeux de paris 1924. (12 sélections en équipe de France). (° 8 décembre 1899).
- 1993 :
  - Marcel Vandernotte, 84 ans, rameur français. Médaillé de bronze du quatre de pointe avec barreur aux Jeux de Berlin 1936. (° 29 juillet 1909).
- 1996 :
  - Adalberto López, 73 ans, footballeur mexicain. (6 sélections en équipe nationale). (° 4 juillet 1923).
- 1998 :
  - Daniel Langrand, 77 ans, footballeur puis entraîneur français. (° 7 octobre 1921).
  - Robert Paul, 88 ans, athlète français. (° 20 avril 1910).
- 1999 :
  - Georges Aeby, 86 ans, footballeur suisse. (40 sélections en équipe nationale). (° 21 septembre 1913).
  - Henri Lesmayoux, 85 ans, joueur de basket-ball français. Médaillé de bronze du Championnat d'Europe 1937. (36 sélections en équipe nationale). (° 19 décembre 1913)).
- 2000 :
  - Jozef Boons, 57 ans, coureur cycliste belge. (° 13 février 1943).
  - Jacques Goddet, 95 ans, journaliste français. Directeur du Tour de France de 1937 à 1988. Fondateur du journal L'Équipe en 1946. (° 21 juin 1905).

### XXIesiècle
- 2001 :
  - Franciszek Kępka, 61 ans, pilote de vol à voile polonais. (° 4 avril 1940).
- 2003 :
  - Valerio Bonini, 79 ans, coureur cycliste italien. (° 9 septembre 1924).
  - Jack Gregory, 80 ans, athlète et joueur de rugby à XV britannique. Médaillé d'argent du relais 4 × 100 mètres des Jeux olympiques d'été de 1948 à Londres. (1 sélection en équipe nationale). (° 22 juin 1923).
  - Göthe Hedlund, 85 ans, patineur de vitesse suédois. Champion d'Europe toute catégorie en 1946 et médaillé de bronze sur 5 000 mètres lors des Jeux olympiques de 1948. (° 17 juillet 1930).
  - Keith Magnuson, 56 ans, hockeyeur sur glace puis entraîneur canadien. (° 27 avril 1947).
  - Gilbert Voiney, 75 ans, lutteur français. (° 26 novembre 1928).
- 2006 :
  - Raymond Lucas, 88 ans, coureur cycliste français. (° 13 décembre 1918).
  - Clay Regazzoni, 67 ans, pilote de Formule 1 suisse. (5 victoires en Grand Prix). (° 5 septembre 1939).
  - Matt Zunic, 86 ans, joueur puis entraîneur de basket-ball américain. (° 19 décembre 1919).
- 2008 :
  - Arvid Havnås, 91 ans, footballeur norvégien. (° 6 octobre 1917).
- 2009 :
  - Milena Müllerová, 86 ans, gymnaste artistique tchécoslovaque. Championne olympique du concours général par équipes lors des Jeux d'été de Londres en 1948. (° 9 juin 1923).
  - Alan van Heerden, 55 ans, cycliste sur route sud-africain. (° 11 décembre 1954).
- 2010 :
  - Téclaire Bille, 22 ans, footballeuse équatoguinéenne. (° 17 juillet 1988).
  - Bob Feller, 92 ans, joueur de baseball américain. (° 3 novembre 1918).
  - Hans-Joachim Rauschenbach, 87 ans, journaliste sportif allemand. (° 2 mai 1923).
- 2011 : 
  - Guy Ignolin, 75 ans, cycliste sur route français. (° 14 novembre 1936).
- 2012 :
  - Germain Nelzy, 78 ans, athlète français spécialiste du 400 mètres. (° 3 août 1934).
- 2016 :
  - Craig Sager, 65 ans, journaliste sportif américain. (° 29 juin 1951).
  - Harley Saito, 48 ans, lutteuse japonaise. (° 21 décembre 1967).
- 2017 :
  - Erling Linde Larsen, 86 ans, footballeur danois. Médaillé d'argent lors du tournoi olympique de 1960. (20 sélections en équipe nationale). (° 9 novembre 1931).
- 2018 :
  - John Clawson, 74 ans, joueur de basket-ball américain. Champion olympique lors des Jeux d'été de 1968. (° 15 mai 1944).
  - Grant Golden, 89 ans, joueur de tennis américain. (° 21 août 1929).
  - Carlos López González, 37 ans, coureur cycliste mexicain. (° 17 janvier 1981).
  - Jacques Verdier, 61 ans, journaliste sportif français. Directeur de la rédaction du Midi olympique de 1997 à 2017. (° 10 octobre 1957).
- 2019 :
  - Yves Michel, 79 ans, footballeur français. (° 6 mai 1940).
- 2020 :
  - Paul Nihill, 81 ans, athlète britannique spécialiste de la marche athlétique. Champion d'Europe du 20 kilomètres marche en 1969 et médaillé d'argent du 50 kilomètres marche aux Jeux olympiques de 1964 à Tokyo. Détenteur du record du monde du 20 kilomètres marche entre 1972 et 1976. (° 5 septembre 1939).
  - Zoltán Szabó, 48 ans, footballeur puis entraîneur serbo-hongrois. (° 26 mai 1972).
- 2021 :
  - Ernst Fivian, 90 ans, gymnaste artistique suisse. Médaillé d'argent du concours général par équipes lors des Jeux olympiques d'été de 1952. Champion d'Europe de l'épreuve du sol en 1959 et médaillé de bronze du saut de cheval la même année et en 1961. (° 12 août 1931).
  - Len Hauss, 79 ans, joueur américain de football américain. (° 11 juillet 1942).
  - Marilee Stepan, 86 ans, nageuse américaine. Médaillée de bronze du relais 4 × 100 mètres nage libre aux Jeux olympiques de 1952. (° 2 février 1935).
- 2022 :
  - Idrio Bui, 90 ans, coureur cycliste italien. (° 14 juin 1932).
  - Renée Colliard, 88 ans, skieuse alpine suisse. Championne olympique du slalom lors des Jeux d'hiver de 1956. (° 24 décembre 1933).
  - Billie Moore, 79 ans, entraîneuse de basket-ball américaine. (° 5 mai 1943).
  - John Uelses, 85 ans, athlète américain spécialiste du saut à la perche. Détenteur du record du monde du saut à la perche entre le 2 février et le 28 avril 1962. (° 14 juillet 1937).
- 2023 :
  - Hans Selander, 78 ans, footballeur suédois. (42 sélections en équipe nationale). (° 15 mars 1945).